# Peter Schilling (politiker)
Peter Schilling, född 17 oktober 1968, är en svensk socialdemokratisk politiker och sedan januari 2019 kommunstyrelsens ordförande i Sundbyberg kommun. Innan dess var han oppositionsråd från 2016 och har varit engagerad i socialdemokraterna sedan 2009.
Han är disputerad i ekonomisk historia och jobbade som forskare på Södertörns högskola innan det politiska heltidsuppdraget.